# MV Alfred
MV Alfred är en katamaranfärja för passagerare och fordon, som levererades 2019 från Strategic Marines varv i Vung Tau i Vietnam till Pentland Ferries på Orkneyöarna i Storbritannien. 
MV Alfred har sitt namn efter fadern till Pentland Ferries grundare och ägare Andrew Banks. Hon går i trafik mellan St. Margaret's Hope på Orkneyöarna och Gills Bay i Skottland över Pentland Firth, en tur på omkring en timme.
MV Alfred är 85 meter lång och tar 430 passagerare. Den ritades av BMT Nigel Gee.